# Stephen Strimpell
Stephen Strimpell (17 de enero de 1934 – 10 de abril de 2006) fue un actor estadounidense, estrella del clásico televisivo de culto Mister Terrific.

## Biografía
Nacido en la ciudad de Nueva York, formó parte de la fraternidad Phi Beta Kappa en el Columbia College de la Universidad de Columbia, se graduó en la Columbia Law School, y fue miembro de la New York Bar Association antes de dedicarse a la carrera dramática. 
Strimpell fue bien conocido durante muchos años en Nueva York por su trabajo como profesor de interpretación, tanto privado como en los HB Studios. Además llegó a ser un experto actor, interpretando el papel del título en la obra The Disintegration of James Cherry, representada en el Lincoln Center, y actuando en varios teatros neoyorquinos ajenos al circuito de Broadway en piezas como To Be Young Gifted and Black y The Exhaustion of Our Son’s Love.
En el American Shakespeare Festival participó, junto a actores de la talla de Katharine Hepburn, entre otros, en obras como Antonio y Cleopatra, A buen fin no hay mal tiempo, Romeo y Julieta, Noche de reyes, Las alegres comadres de Windsor, y El sueño de una noche de verano.
También actuó en más de una docena de filmes, entre ellos Fitzwilly, Death Play, Jenny, The Angel Levine, Act One, y Hester Street. Fue director del Mark Taper Forum de Los Ángeles y actuó en la producción dirigida por Douglas Campbell (actor) de la obra The Miser, interpretada por Hume Cronyn y Jessica Tandy.
Su papel más famoso para la pantalla probablemente es el que hizo en 1967 para la serie televisiva de la CBS Mister Terrific, encarnando a Stanley Beamish, un inocente empleado de gasolinera que se metamorfoseaba en el personaje del título, un superhéroe con la habilidad de volar. Aunque la serie duró una única temporada, tuvo una segunda vida como producción de culto.
Stephen Strimpell falleció en 2006 en Nueva York.